# در باب مفهوم طنز با ارجاع به سقراط
در باب مفهوم طنز با ارجاع به سقراط (انگلیسی: On the Concept of Irony with Continual Reference to Socrates) پایان‌نامه کارشناسی ارشد سورن کی‌یرکگور در سال ۱۸۴۱ تحت نظر فردریک کریستین سیبرن است. این پایان‌نامه سه سال مطالعه گسترده در مورد سقراط از دیدگاه گزنفون، اریستوفان و افلاطوناست.
پایان‌نامه او به کنایه، به‌ویژه کنایه سقراطی می‌پردازد. در قسمت اول، کی‌یرکگور تصویر اریستوفان از سقراط در ابرها را دقیق‌ترین نمایش انسان می‌داند. درحالی‌که گزنفون و افلاطون سقراط را به‌طور جدی‌تری به تصویر می‌کشیدند، کی یرکگور احساس می‌کرد که آریستوفان به بهترین وجه پیچیدگی‌های طنز سقراطی را درک کرده است.
کی‌یرکگور در قسمت دوم پایان‌نامه، کنایه سقراطی را با تفسیرهای معاصر از کنایه مقایسه می‌کند. در این بخش او تحلیلی از نویسندگان و فیلسوفان مهم قرن نوزدهم از جمله فیشته، اشلگل و هگل ارائه می‌دهد. یکی از ترجمه‌های انگلیسی کتاب همچنین حاوی یادداشت‌های او دربارهٔ سخنرانی‌های شلینگ در سال ۱۸۴۱ است که کی‌یرکگور مدت کوتاهی پس از پایان پایان‌نامه‌اش در آن شرکت کرد.